# Organisation centrale des travailleurs intellectuels de Suède
La Sveriges Akademikers Centralorganisation (SACO - Organisation centrale des travailleurs intellectuels de Suède) est une confédération syndicale suédoise qui organise les professions intellectuels et les cadres. Elle est affiliée à la Confédération syndicale internationale et à la Confédération européenne des syndicats.